# NetBlocks
NetBlocks — контролирующая организация, которая следит за кибербезопасностью и управлением Интернетом. Сервис был запущен в 2017 году для мониторинга свободы интернета.

## Работа

### Проекты
NetBlocks публикует оригинальные отчёты об управлении Интернетом и устойчивой энергетике, предоставляя общественности инструменты для наблюдения за возможными ограничениями в Интернете и оценки экономических последствий сбоев в работе сети. Согласно исследованию, опубликованному в научном журнале Nature, NetBlocks завоевала высокий уровень доверия в сообществах по всему миру, способствуя распространению информации во время чрезвычайных ситуаций и событий интернет-цензуры.

### События
25 ноября 2017 года NetBlocks и Фонд цифровых прав предоставили информацию об общенациональной цензуре Facebook, Twitter, YouTube и других социальных сетей со стороны правительства Пакистана после протестов Tehreek-e-Labaik.
Во время протестов в Судане в 2018—2019 годах NetBlocks заявила, что правительство Судана поддерживает «обширный режим цензуры в Интернете» после цензуры веб-сайтов социальных сетей в стране. После попытки государственного переворота в Габоне в 2019 году NetBlocks отслеживала цензуру в стране. Стоимость трехдневного отключения Интернета после «топливных» протестов в Зимбабве также обошлась Зимбабве примерно в 17 миллионов долларов.
Блокировка Википедии в Венесуэле и другие инциденты с цензурой во время президентского кризиса в Венесуэле также отслеживались NetBlocks, при этом несколько международных СМИ освещали ситуацию, пользуясь информацией с NetBlocks.
В июле 2020 года, когда сомалийский парламент вынес вотум недоверия премьер-министру Хасану Али Хайре, NetBlocks сообщила, что доступ в Интернет был прерван, что помешало освещению в СМИ политической и общественной реакции на события на местах, представив доказательства, противоречащие сетевому оператору Hormuud Telecom, утверждавшему, что отключение произошло из-за «ветренной погоды».
С февраля 2022 года NetBlocks выступила с отчетной инициативой, широко освещающей российское вторжение на Украину, документируя попытки России отключить связь на ядерных объектах и в других зонах конфликта.